# گورستان ارامنه شازند ۳
قبرستان ارامنه شازند ۳ مربوط به اواخر دوره قاجار - اوایل دوره پهلوی است و در شازند، داخل شهر واقع شده و این اثر در تاریخ ۲۶ اسفند ۱۳۸۷ با شمارهٔ ثبت ۲۶۱۰۵ به‌عنوان یکی از آثار ملی ایران به ثبت رسیده است.